# Grote geelstaart
De grote geelstaart of barnsteenmakreel (Seriola dumerili) is een straalvinnige vissensoort uit de familie van de horsmakrelen (Carangidae). De wetenschappelijke naam van de soort is voor het eerst geldig gepubliceerd in 1810 door Risso.